# フェッチロボティクス
フェッチロボティクス（英: Fetch Robotics, Inc. ）は、アメリカ合衆国カリフォルニア州サンノゼに拠点を置く自律移動ロボット（AMR: Autonomous Mobile Robots）のメーカー。
メロニー・ワイズCEOは「Fetchは実際にはソフトウェア企業であり、それがたまたまロボットを作っているにすぎない」とコメントをしている。

## 概要
Robot Operating System (ROS) の開発で知られるウィローガレージが2013年2月に閉鎖された際、技術者たちは8つのスピンオフを作り独立していった。開発マネージャーであったMelonee Wiseが立ち上げたアンバウンデッド・ロボティクス社もスピンオフの1つであり、モバイルマニピュレータUBR-1（ユーバー・ワン）を発表するなど結果を出していたがスピンオフ契約により投資資金を調達できないためこれを解散。メンバー4人Melonee Wise、Michael Ferguson、Derek King、Eric Diehrたちはロボティクス技術者を募集していたSteve HoganのFYSシステムズ社に合流しFetch Roboticsへ改名した。
製品は「Freight(フレイト)」と呼ばれるAMRをプラットフォームの中心にしている。「Freight」には人間に併走する「Follow Pick(フォローピック)」機能と「Fetch(フェッチ)」と呼ばれるAMRと連携させピックアップされた商品を搬送する機能がある。

## Freight
モバイル・ベース用AMR。指定場所へ自律移動または作業員の足やFetchを検知し毎秒2メートルで併走する。利用するには一度手動操作してレーザーセンサーを用いて倉庫の2次元と3次元のデジタル地図を作り、地図のどの棚にどの商品が配置されるかアノテーションを付与する必要がある。デジタル地図を読み込ませ、充電ステーションの位置や進入禁止エリアや危険な階段位置といったアノテーションを付与して利用する。従来の無人搬送車AGV(Automated Guided Vehicle)は事前にマーカー設置を必要としたが、AMRを利用すると設備コストを抑えられ、倉庫レイアウト変更時もデジタル地図を更新するだけで済むといったメリットがある。Freightの操作は後述のHMIShelfやタブレットやスマートフォンで行い「後を追う」「充電ステーションに行く」「止まる」といった操作や商品がすべて入ったら設定した目的地へ向かうといった自律的動作も設定できる。これらFreightの機能とSAP社の倉庫管理システムを組み合わせて「Virtual Conveyor」という自動倉庫ソリューションを提供している。
オプションとしてロボットのハードウェア管理ソフトウェア「Fetchcore(フェッチコア)」、Freightの上に棚を搭載する「HMIShelf(HMIシェルフ)」、カートを搭載する「cartdock(カートドック)」、センサーを取り付ける「data survey(データサーベイ)」が用意されている。「data survey」はサードパーティのハードウェアとソフトウェアの組み合わせることが可能で、例えばTrax社の画像認識ソリューションを利用すれば自動的に棚・商品・価格設定・プロモーションなどの情報を収集しデータ分析に活用でき、Surgere社のROBi（Robotically Optimized and Balanced Inventory）を利用すれば自動的に棚の商品のRFIDタグの情報を収集し在庫追跡や在庫検索が可能となる。
2018年5月Virtual Conveyorの新しいプラグインモジュール「RollerTop」と「CartConnect」が発表された。RollerTopはFreightの上部につけるローラーでベルトコンベヤーから荷物を受け取り別のコンベアーに荷物の受け渡しをする。CartConnectもFreightの上部に取り付けるがこちらはFetchCartsと呼ばれる専用カートを浮き上がらせてカートごと持ち運ぶために用いる。
2017年3月に新型Freightが発表された。初代Freightのペイロードは100kgだったのに対してFreight500は500kg、Freight1500は1500kgまで強化されている。Freight1500は従来の併走方式ではなく、パレットに載って入庫している貨物を運べる設計と紹介されている。

## Fetch
モバイル・マニピュレーター用AMR。「Fetch」はロボットアームを備え商品をピックアップする機能を有している。従来のロボットアーム搭載ロボットは据え置き型が多かったが、Fetchは障害物などを避けながら自律的に移動できる特徴がある。デザイナーはWillow Garage出身のDavid Dymesich。Fetchのロボットアームは長さが約60cm、7自由度を持ち、6kgまでの商品をピックアップ可能。ただしFetch自体は棚に置かれた商品が何であるか識別することはできず、棚の情報と場所を元に商品を識別している。

## 沿革
- 2013年
  - 2月 - Willow Garageが解散し、メロニー・ワイズによってアンバウンデッド・ロボティクス社が設立される
  - 10月21日 - Unbounded RoboticsがモバイルマニピュレータUBR-1（ユーバー・ワン）を発表[12][13]。
- 2014年
  - 4月18日 - Unbounded RoboticsがモバイルマニピュレータUBR-1を3万5,000ドルで販売受付[14]。
  - 8月25日 - Unbounded Roboticsが解散、メロニー・ワイズによってFYSシステムズがFetch Roboticsに改名[15]。
- 2015年
  - 2月9日 - シリーズAラウンドでOreilly AlphaTech Venture、Shasta Venturesから300万ドル調達[16]。
  - 4月29日 - 「Fetch」と「Freight」を発表[17]。
  - 6月17日 - シリーズAラウンドでソフトバンクキャピタル、Oreilly AlphaTech Venture、Shasta Venturesから2000万ドル調達[18]。
  - 7月22日 - イノベーション・マトリックス社と代理店契約締結[19]。
- 2016年5月10日 - 倉庫管理システムのSAP EWM（英語版）と提携しVirtual Conveyor提供開始[20]。
- 2017年
  - 1月12日 - Trax Image Recognition社と提携[21]。
  - 3月30日 - 「Freight500」と「Freight1500」を発表[22]。
  - 8月15日 - DHLが移動ロボットを活用した実証実験に成功[23]。
  - 8月21日 - Surgere社と提携[24]。
  - 12月6日 - シリーズBラウンドでSway Ventures、ソフトバンクグループ、Shasta Ventures、Oreilly AlphaTech Ventureから2500万ドル調達[25]。
- 2018年
  - 4月5日 - VirtualConveyor向けプラグインモジュールRollerTopとCartConnectを発表[26]。
- 2019年
  - 7月23日 - シリーズCラウンドでFort Ross Ventures、EAS Investments、Redwood Technologies、TransLink Capital、Zebra Venturesおよび既存株主より4600万ドル調達[27]。